# Antymonian megluminy
Antymonian megluminy (łac. meglumini stibias) – wielofunkcyjny organiczny związek chemiczny, związek antymonu pięciowartościowego, lek stosowany w leczeniu leiszmaniozy.

## Mechanizm działania
Mechanizm działania antymonianu megluminy nie jest poznany. Nie zostało również wyjaśnione czy antymonian megluminy jest prolekiem, czy też aktywną postacią leku.

## Zastosowanie
Antymonian megluminy jest stosowany w leczeniu:
- leiszmaniozy trzewnej (kala-azar, czarna febra, gorączka dum-dum)
- leiszmaniozy skórnej
- leiszmaniozy skórno-śluzówkowej

Antymonian megluminy znajduje się na wzorcowej liście podstawowych leków Światowej Organizacji Zdrowia (WHO Model Lists of Essential Medicines) (2015).
Antymonian megluminy nie jest dopuszczony do obrotu w Polsce (2018).

## Działania niepożądane
Antymonian megluminy może powodować następujące działania niepożądane: ból głowy, złe samopoczucie, duszność, wysypka, złuszczające zapalenie skóry, obrzęk twarzy, ból brzucha, nudności, wymioty, brak apetytu. Antymonian megluminy wydłuża odstęp QT oraz może powodować odwrócenie załamków T.